# Craig Bellamy
Craig Bellamy (* 13. července 1979, Cardiff, Wales, Spojené království) je bývalý velšský fotbalový útočník a reprezentant. Kariéru ukončil v roce 2014 ve velšském klubu Cardiff City FC.

## Klubová kariéra
- Bristol Rovers FC (mládež)
- Norwich City FC (mládež)
- Norwich City FC 1996–2000
- Coventry City FC 2000–2001
- Newcastle United FC 2001–2005
- →  Celtic FC (hostování) 2005
- Blackburn Rovers FC 2005–2006
- Liverpool FC 2006–2007
- West Ham United FC 2007–2009
- Manchester City FC 2009–2011
- →  Cardiff City FC (hostování) 2010–2011
- Liverpool FC 2011–2012
- Cardiff City FC 2012–2014

## Reprezentační kariéra
Bellamy nastupoval ve velšských mládežnických reprezentacích U18 a U21.
Celkově za velšský národní výběr odehrál 78 zápasů a vstřelil v něm 19 branek. Za britský olympijský tým se zúčastnil LOH 2012 ve Spojeném království.